# عقاید یک دلقک
عقاید یک دلقک (به آلمانی: Ansichten eines Clowns)، کتابی نوشتهٔ هاینریش بل نویسندهٔ آلمانی است که در ۱۹۶۳ نوشته شده‌است.
این کتاب توسط شریف لنکرانی، محمد اسماعیل‌زاده، رضا زارع و مترجمانی دیگر بارها به زبان فارسی ترجمه شده‌است. هاینریش بل با نوشتن این کتاب موفق به دریافت جایزه نوبل ادبیات در سال ۱۹۷۲ شد. همچنین در سال ۱۹۷۶ وویکش یاسنی کارگردان اهل جمهوری چک فیلمی از این رمان ساخته است.

## خلاصه داستان
این کتاب دربارهٔ دلقکی به نام هانس شنیر است که معشوقه‌اش، ماری، او را بابت دلایل مذهبی ترک کرده و وارد رابطه با مردی کاتولیک به نام هربرت تسوپفنر شده‌است که دارای نفوذ مذهبی و سیاسی قابل توجهی است. هانس به همین دلیل دچار افسردگی شده و مرض‌های همیشگی‌اش، مالیخولیا و سردرد تشدید یافته. از این رو برای تسکین آلام خود به مشروب رو آورده‌ است. به قول خودش «دلقکی که به مشروب روی بیاورد، زودتر از یک شیروانی ساز مست سقوط می‌کند». فقط دو چیز این دردها را تسکین می‌دهند: مشروب و ماری. مشروب یک تسکین موقتیست ولی ماری نه؛ ولی او رفته. سراسر داستان روایت چند ساعتی است که هانس شنیر از بوخوم به زادگاهش بن باز می‌گردد و بعد از ناامیدی عاطفی و حس تنهایی و فقری که به او دست می‌دهد برای اجرا با گیتار به ایستگاه راه‌آهن بن می‌رود. در خلال این مدت او به صورت نامنظم و غیرخطی خاطراتی را تعریف می‌کند که برای خواننده روشن می‌کند که چطور وضعیت او به این‌جا کشیده است.
داستان از جایی شروع می‌شود که زانوی هانس در اجرای ضعیف و رقت انگیزی که در شهر بوخوم داشته‌است مجروح می‌شود. کسی که نمایش را به او سفارش داده مردی به نام کاسترت است که برای خیریه‌های مذهبی کار می‌کند. کاسترت نه تنها دستمزد هانس را کم‌تر از مقداری که پیش‌تر با او توافق کرده‌است می‌پردازد، بلکه نقدی تند علیه نمایش ضعیف او می‌نویسد و با این کار موجی از رسوایی هنری برای هانس پدید می‌آید که منجر به کنسل شدن برنامه‌های آیندهٔ او به صورت یک‌طرفه می‌گردد.
در بازگشت به بن، هانس  که آدم ولخرجی است، جز یک سکهٔ یک مارکی، که آن هم در خلال داستان با پرتاب کردن به بیرون از پنجره از دست می‌دهد، چیزی ندارد. به همین دلیل دفترچه تلفنش را باز می‌کند و شروع به تماس با آشنایان می‌گیرد. هانس نخستین بار به کینکل تلفن می‌کند و با خشم به او می‌گوید این که ماری برای بودن با مردی دیگر او را ترک کرده‌است، مصداق فحشا است و تهدید می‌کند اعضای گروه کاتولیکی که ماری را از او جدا کرده‌اند، خواهد کشت. هانس سپس با برادرش لئو که چندی است مذهب خود را از پروتستانیسم به کاتولیسیزم تغییر داده است تلفن می‌کند. مردی که ظاهراً منشی کلیسا هست دو مرتبه تلفن را بر می‌دارد و می‌گوید که افراد کلیسا در حال صرف وعدهٔ ناهار هستند. کشیش زومرویلد، از اعضای گروه کاتولیکی که هانس او را سخت در این که ماری ترکش کرده‌است مقصر می‌داند، با هانس تماس می‌گیرد و سعی می‌کند آتش خشم او او را فروبنشاند و به او توصیه می‌کند که ماری را فراموش کند و زن دیگری را وارد زندگی خود کند. هانس در حین مشاجرهٔ تلفنی با زومرویلد متوجه می‌شود که ماری در آن هنگام با تسوپفنر برای ماه عسل به رم رفته است، مقصدی که به دلیل حضور پاپ در آن‌جا ماری قبلا پیشنهاد هانس برای سفر به آن را رد کرده بود. در همین اثنا تسونرر، مدیر برنامه‌های هانس، به او تلفن کرده و می‌گوید پس از اجرای ضعیفی که در بوخوم داشته باید لااقل شش ماه را دور از صحنه به سر برد. هانس که تا قبل از آن از افسردگی عاطفی و مالیخولیا در رنج بوده‌است، با شنیدن این خبر پی می‌برد که در مخمصهٔ بی‌پولی هم گرفتار شده‌است و با خود می‌اندیشد که از چه کسانی می‌تواند پول قرض کند. در همین اثنا پدر هانس به او سر می‌زند و پیشنهاد می‌دهد که برای تحصیل در هنرپیشگی کمدی به آموزشگاه برود و متعهد به پرداخت هزینهٔ تحصیل او می‌شود. بعد از آن که هانس این پیشنهاد را رد می‌کند، با وجود لحظات نسبتا پراحساسی که بین پدر و پسر سپری می‌شود، پدر هانس می‌گوید که تنها حاضر است مبلغ اندکی به او کمک مالی بدهد. با رفتن پدر، مونیکا زیلوز، زنی از گروه کاتولیکی که از قرار معلوم به هانس علاقمند است، با او تماس می‌گیرد. ولی از آن‌جا که هانس خود را موجودی «تک‌همسر» می‌داند، ارتباط خاصی بین آن‌ها شکل نمی‌گیرد. با فرا رسیدن شب لئو با هانس تماس می‌گیرد و می‌گوید که می‌تواند مبلغی در حدود شش مارک به او بدهد. هانس در ضمن صحبت با لئو متوجه می‌شود برادرش روابط دوستانه با تسوپفنر دارد و ملاحظات مذهبی او باعث شده که از ملاقات حضوری با هانس اکراه داشته باشد. این مسئله خشم هانس را بر می‌انگیزد و به لئو می‌گوید که دیگر لازم نیست که برای ملاقات با او به خانه‌اش بیاید. هانس در این میان بارها به گذشته می‌رود و خاطراتش را می‌گوید.
هانس تعریف می‌کند که در خانوادهٔ متمول شنیر که سهامدار تعداد زیادی کسب و کار در آلمان هستند به دنیا آمده است. با این حال خلقیات بخیلانهٔ پدر و مادرش باعث شده بوده که او هیچ گاه بهرهٔ چندانی از این ثروت نبرد. مادر هانس در واپسین روزهای جنگ جهانی دوم باغ آن‌ها را برای تمرین نظامی در اختیار تتمهٔ ارتش نازی قرار می‌دهد. هانس یک برادر کوچکتر به نام لئو دارد که به صورت پسری تودار و مطیع تصویر می‌شود که در زمان روایت داستان کشیش کلیسای کاتولیک شده‌است. خواهر آن‌ها، هنریته، در روزهای آخر جنگ برای خدمت در یک دفاع ضد هوایی همراه تعدادی دیگر از نوجوانان به خارج از شهر ارسال می‌شوند و پس از چندی خبر مرگ آن‌ها به خانوادهٔ شنیر می‌رسد. قلب هانس بارها در طول داستان از یادآوری خواهرش و این که احساسات لطیف او چطور از سوی اعضای خانواده، خصوصا مادر، نادیده گرفته می‌شد، به درد می‌آید.
دربارهٔ آشنایی با ماری، هانس تعریف می‌کند که از دوران مدرسه به او علاقه داشته‌است. پس از آن که هانس ترک تحصیل می‌کند تا به کار دلقکی روی بیاورد، به نوعی از خانواده و طبقهٔ خود طرد می‌شود و در این میان پدر ماری، مارتین درکوم، که مردی چپ‌گراست که هم در دوران نازی‌ها و هم در دوران پساجنگ به حاشیه رانده شده‌است و با گرداندن یک مغازهٔ نوشت‌افزار فروشی گذران زندگی می‌کند، به نوعی برای او نقش مرشد را بازی می‌کند. شبی که ماری در حال آمادگی برای امتحانات نهایی است، در حالی که هانس ۲۱ سال و ماری ۱۹ سال دارد، هانس مخفیانه به اتاق ماری می‌رود و شبی را با او می‌گذراند. فردای آن روز ماری به‌جای شرکت در امتحان در انتظار هانس به کلن می‌گریزد. هانس با پولی که از لئو قرض می‌کند به او ملحق می‌شود و بعد از آن زندگی آن‌ها دائما در سفر در بین مقصدهایی که هانس در آن‌جا برنامه کمدی اجرا می‌کند می‌گذرد. این که هانس حاضر نمی‌شود عقد خود را به صورت کلیسایی و دفتری با ماری رسما ثبت کند و نیز سرباززدنش از این که بچه‌هایشان را با تربیت کاتولیکی بار خواهند آورد، زمینهٔ اختلاف میان هانس و ماری را ایجاد می‌کند. در این خلال ماری به‌طور فزاینده‌ای از هانس فاصلهٔ عاطفی می‌گیرد و به گروه مذهبی زومرویلد که تسوپفنر هم در آن عضویت دارد نزدیک می‌شود. در حالی که شش سال از رابطهٔ هانس و ماری می‌گذرد و هانس برای حفظ ماری حاضر می‌شود تعهدات مذهبی و قانونی مدنظر ماری را به او بدهد، صبح روزی می‌بیند که ماری با نوشتن نامه‌ای او را ترک کرده‌است. هانس تعریف می‌کند که چطور بارها برای ماری نامه نوشته است و تلاش کرده او را برای بازگشت مجاب کند ولی هیچ‌کدام از این نامه‌ها پاسخی دریافت نکرده‌اند.
هانس شنیر دلقک، تنها به اتاق خود در بن، پناه برده‌است و چند ساعت شکست‌های زندگی عاطفی و حرفهایش را جمع‌بندی می‌کند تا بعد برود مانند گدایی بر پله‌های ایستگاه راه‌آهن بنشیند و بازگشت ماری، زن محبوبش را که از دست داده‌است و هم امروز باید از سفر ماه عسل به رم بازگردد، انتظار بکشد (یا به هر حال چنین وانمود کند). داستان در حالی تمام می‌شود که هانس با پودر و روغنی کهنه خودش را گریم می‌کند و با بالشی به عنوان نشست‌گاه و یک گیتار به راه‌‌آهن می‌رود. برای او فقط دو نخ سیگار مانده است که یکی را دود می‌کند و دیگری را در کلاهی کنار خودش می‌گذارد تا رهگذران بدانند علاوه بر پول می‌توانند با سیگار هم به او کمک کنند. دقایقی بعد رهگذری سکه‌ای در کلاه هانس می‌اندازد و هانس به نواختن گیتار و آواز خواندن ادامه می‌دهد.

## مسائل اجتماعی
ظاهراً، این رمان نمایانگر جامعه آلمان تحت تأثیر هیتلر و سال‌های بعد از جنگ است. این داستان زوایای مختلف جامعه از جمله عقاید سیاسی و مذهبی، مسائل زناشویی، تعارضات بین کاتولیک‌ها و پروتستان‌ها، تأثیر جنگ بر خانواده‌ها و بسیاری موارد دیگر در آلمان را نقد می‌کند.
کتاب تک‌گویی بلندی، ساخته از «ملاحظات» (یا عقاید) آدمی سرخورده و مایه گرفته از خاطره‌های شخصی است که تنها چند مکالمه تلفنی و ملاقات کوتاه پدر آن را قطع می‌کند. هانس شنیر، برخلاف اکثر شخصیت‌ها در داستان‌های کوتاهی که بل پس از جنگ نوشته‌است، در خانواده‌ای سرمایه دار به دنیا آمده‌است. استعدادش در کار معرکه‌گیری، از او (در دل جامعه‌ای مرفه) انسانی مرتد ساخته‌است. او به نسلی تعلق دارد که اگرچه جوان‌تر از آن بودند که در آخرین دسته‌های هیتلری نام‌نویسی کنند اما در میان شعارهای ناسیونال سوسیالیستی بزرگ شده‌اند. جامعهٔ نو مرفه‌ آلمان غربی که بر ویرانه‌های آلمان نازی بنا شده‌است، در چشم او به‌طور قطع مشکوک است؛ بدان لحاظ که دست‌اندرکاران آن، که همگی کمابیش بدنامند، امروزه به بهای کمی برای خود وجدان راحت خریداری می‌کنند: حتی مادر او رئیس «کمیته‌ای برای نزدیک ساختن نژادها» است. در حال و هوای بازسازی، کاتولیسیسم به اصطلاح «ترقی‌خواه» که در محافل بورژوایی بن خودنمایی می‌کند، در ریاکاری عمومی سهیم است. همه ترشرویی هانس شنیر بر همین کاتولیسیسم متمرکز است؛ وانگهی انگیخته از دلایلی شخصی است: ماری که مدت شش سال همدم او بود، ترکش گفته‌است تا با یکی از همان «کاتولیک‌های متجدد و سرشار از آینده»، که از دست‌اندرکاران جلو صحنه‌است، ازدواج کند. این ریاکاری منزجرکننده خاص افراد آلمان غربی نیست؛ هانس در خلال داستان تعریف می‌کند که چطور وقتی مسئولان فرهنگی آلمان شرقی که می‌دانستند موضوع نمایش‌های هانس شوخی با دستگاه سیاسی، فرهنگی و مذهبی همسایهٔ غربیشان است، او را برای اجرای آن نمایش‌ها به عنوان بخشی از پروپاگاندای سوسیالیستی به کشورشان دعوت می‌کنند و وقتی هانس به آن‌ها می‌گوید که عناصر نمایش او وام گرفته از مناسبات اجتماعی و فرهنگی محل اجرای نمایش است و لذا مایل است که با خود فضای آلمان شرقی شوخی کند، مسئولان فرهنگی خشمگین شده و عذر او را می‌خواهند.
شنیر مدعی است که رنگ و روغن «صادقانه» چهره معرکه‌گیر را در برابر ریاکاری اجتماعی قرار می‌دهد. اما، دهن کجی دلقک، که با طرز پاسخی زیباشناختی اخلاقی شکل می‌گیرد، مضحک است. مؤخره عجیب و غریبی که طی آن هانس شنیر ورشکستگی خود را با خوش‌رویی به نمایش درمی‌آورد، تصویری حاکی از تسلیم و رضا از هنرمند به دست می‌دهد؛ و آخرین کلام رمان می‌گوید که، با این حال، «به آواز خواندن ادامه داد». عقاید یک دلقک به حق رمان پایان عصر آدناوئر صدر اعظم آلمان است.
بل می‌خواست بر روی نقش کلیسای کاتولیک روم تمرکز کند تا تأثیر آن بر اروپا را نشان دهد. به‌علاوه اخلاقیات و سیاست آن زمان را نشان داد: کلیسا رابطهٔ بین کاتولیک‌ها و پروتستان‌ها را محدود ساخت و جامعهٔ آلمان را در زمرهٔ گروه‌های مذهبی دسته‌بندی کرد. اگرچه در این رمان، پروتستان‌ها به عنوان افرادی ثروتمندتر نمایش داده می‌شوند، اما بل نشان می‌دهد که جامعه، به ویژه ازنظر در مسائل سیاسی و اخلاقی، عمدتاً تحت تأثیر کاتولیک‌ها بوده‌است. شخصیت اول داستان، یعنی هانس، از هیچ یک از این دو گروه سودی نمی‌برد. او به گفته خودش یک لامذهب و به تعبیر معشوقه‌اش، ماری، یک «لاادری» است، اما لامذهبی که اقوامی هم کاتولیک و هم پروتستان دارد و در مراسم‌های هردو مذهب شرکت می‌کند (اگرچه عقایدی کاملاً متفاوت با هر دو طرف دارد). حتی با این‌که اجرای موفقی در هنر دلقکی دارد، کارش مورد تأیید گروه‌های سیاسی نیست؛ ولی بعد از آسیب دیدن زانوی چپش، نمی‌تواند به خوبی گذشته اجرا داشته باشد. در پایان، آن دوران را اینگونه توصیف می‌کند: «اگر دوران ما شایسته نامی باشد، باید نامش را عصر فحشا نامید.»

## اختلاف ها و دوگانگی ها
در داستان‌ها تعارضاتی دیده می‌شود؛ اما نویسنده قصد داشته به جای جامعه، بیشتر بر روی شخصیت‌های داستان تمرکز کند. درواقع، این جامعه یا به زبانی دقیق تر، مذهب بود که باعث رفتن معشوقهٔ هانس بعنوانی زنی کاتولیک شد. به علاوه، این رمان نشان می‌دهد که تنها یک مجوز مکتوب، ازدواج یک زوج را قطعی می‌کند. دومین تعارض مهم این کتاب، شخصیت هانس دربرابر خودش می‌باشد. هانس یک ایدئولوژی مشخص دربارهٔ زندگی دارد. اما بعد از رفتن ماری، او درمانده می‌شود. با خودش حرف می‌زند و از نظر روانی، بیمار می‌شود. برای مثال، وقتی می‌خواهد خودش را گریم کند، چند دقیقه در آینه به خودش زل می‌زند و فکر می‌کند آن شخص، کس دیگری است و دچار نوعی فوبیا می‌شود. جدا از این، او به راحتی می‌تواند پیشنهاد پدرش را بپذیرد یا به دوستی برادرش، لئو، با تروپسفنر اهمیت چندانی ندهد اما به خودش وفادار است و عقایدش را بخاطر پول نمی‌فروشد. در این زمان، هانس با تسوپفنر و حتی ماری دچار تعارض می‌شود. به‌علاوه، بخاطر مسائل مالی و گذشته، تعارضاتی با پدر و برادرش نیز دارد. از سوی دیگر در داستان اشاره می‌شود که ماری دو مرتبه سقط جنین داشته‌است و ظاهراً بدون آن که هانس مشکلی تناسلی داشته باشد، رحم ماری نمی‌تواند جنین را نگه دارد. ولی هانس در کابوس‌هایی که از زندگی مشترک ماری با تسوپفنر می‌بیند، آن‌ها را صاحب فرزند تصور می‌کند. البته تمام این‌ها با توجه به این که راوی در ابتدای داستان اشاره می‌کند که بعد از این که ماری او را ترک کرده‌است، مالیخولیا در او پیشرفت کرده‌است، قابل توجیه است.

## انتشار در ایران
چاپ‌های اول، دوم و سوم این کتاب در ایران قبل از انقلاب اسلامی به ترتیب در سال‌های ۱۳۴۹، ۱۳۵۳ و ۱۳۵۷ با ترجمهٔ شریف لنکرانی توسط شرکت سهامی کتاب‌های جیبی صورت گرفت. بعد از انقلاب اسلامی در ایران، مؤسسات نشری دیگری ترجمهٔ شریف لنکرانی را انتشار دادند که از جملهٔ آن‌ها موسسه انتشاراتی امیرکبیر است. همچنین ترجمهٔ محمد اسماعیل‌زاده از این اثر توسط نشر چشمه منتشر گردیده است.

## واکنش‌ها
بعد از انتشار کتاب در سال ۱۹۶۳، بخاطر نگاه منفی آن به کلیسای کاتولیک، بین مطبوعات بحث و جدل درگرفت. دیدگاه آزاداندیش بل راجع به مذهب و مسائل اجتماعی خشم محافظه کاران را در آلمان برانگیخت. حتی در سال ۱۹۷۲، مطبوعات محافظه کار جایزه نوبل بل را مورد حمله قرار دادند و بیان کردند که این جایزه تنها به «رادیکال‌های چپ و لیبرال‌ها» اعطا شده‌است.